# Den store läkaren är här
Den store läkaren är här är en psalm med 4-7 verser. Texten från 1859 är gjord av William Hunter (verserna), svensk översättning från 1875 av Erik Nyström. Texten bearbetades 1985 och texten till refrängen refrängen bearbetades 1986 av Gunnar Melkstam. Texten bearbetades även 1987 av Barbro Törnberg-Karlsson. Musiken, i D-dur (Meterklass 238), är skriven 1874 av John Hart Stockton och har nummer 26 i Frälsningsarméns Festmusik.
Psalmen har sju verser i Herde-Rösten 1892. Utgivaren Aug. Davis uppgav ingen författare eller kompositör, och hänförde, som han säger i sitt förord, därmed både text och melodi till den stora allmänningen av "gamla sånger".
Refrängen lyder i Herde-Rösten 1892:
Ljufvaste ton i änglars musik,
Ljufvaste namn på jorderik,
Ljufvaste sång den ingen är lik,
Sången om Herren Jesus.
Refrängens första rad i Frälsningsarméns sångbok och Psalmer och sånger 1990 m.fl. böcker lyder:
Skönaste namn i världen vid

## Publicerad i
- Andliga sånger, sjungna af Ira D. Sankey 1876 nr 54 med citatet Är då nu ingen salva i Gilead? Eller är det ingen läkare? Jer. 8:22.
- Sånger till Lammets lof 1877 som nr 50 med hänvisning till Jeremias 8:22.
- Sionstoner 1889 som nr 643
- Herde-Rösten 1892 som nr 95 under rubriken Jesu makt.
- Nya Pilgrimssånger 1892 som nr 169 under rubriken "Frälsningen. Evangelii inbjudning".
- Lilla Psalmisten 1909 som nr 67 under rubriken "Frälsningen".
- Fälttågs-Sånger 1916-1917 (nr 6 i Frälsningsarméns sångbok) som nr 3 under rubriken "Frälsningssånger; Budskap".
- Svenska Missionsförbundets sångbok 1920 som nr 108 under rubriken "Jesu namn"
- Frälsningsarméns sångbok 1929 som nr 60 under rubriken Frälsningssånger - Inbjudning
- Musik till Frälsningsarméns sångbok 1930 som nr 60
- Sionstoner 1935 som nr 318 under rubriken "Nådens ordning: Väckelse och omvändelse".
- Sånger för Frälsningsarméns möten 1948 som nr 3
- Sions Sånger 1951 nr 18.
- Förbundstoner 1957 som nr 76 under rubriken "Guds uppenbarelse i Kristus: Jesu person och verk".
- Frälsningsarméns sångbok 1968 som nr 7  under rubriken "Frälsning".
- Sions Sånger 1981 som nr 62 under rubriken "Nådekallelsen".
- Psalmer och Sånger 1987 som nr 600 under rubriken "Att leva av tro - Skuld - förlåtelse".[1]
- Lova Herren 1988 som nr 761 under rubriken "Barn och ungdom".
- Segertoner 1988 som nr 586  under rubriken "Att leva av tro - Helande till kropp och själ".[2]
- Frälsningsarméns sångbok 1990 som nr 329 under rubriken "Frälsning".

### Fotnoter
1. 1 2   Psalmer och sånger. Örebro: Libris. 1987. Libris 7623713. ISBN 91-7214-134-4
2. 1 2  Heinerborg, Karl-Erik; Lennart Jernestrand (1988). Segertoner melodisångbok. Stockholm: Förlaget Filadelfia. Libris 911558